# Matthew Brisbane
Matthew Brisbane (1787 - 1833) foi um explorador da Antártida, selador e uma figura notável no início da história das Ilhas Malvinas. Compatriota de exploradores famosos como Weddell, Ross e Fitzroy, ele naufragou três vezes em águas da Antártida, mas sobreviveu, superando dificuldades tremendas. Brisbane entrou na história das Ilhas Malvinas, quando aceitou uma posição com Luis Vernet como seu vice.